# Nakagin Capsule Tower
La Nakagin Capsule Tower (中銀カプセルタワー Nakagin Kapuseru Tawā?) fue una torre residencial y de oficinas diseñada por el arquitecto Kishō Kurokawa y situada en Shimbashi, Tokio, Japón. Completada en 1972, el edificio era uno de los pocos ejemplos sobrevivientes del Movimiento Metabolista; un movimiento arquitectónico emblemático del resurgir cultural de Japón tras la Segunda Guerra Mundial. Fue el primer ejemplo mundial de arquitectura de cápsulas construida para un uso permanente y práctico.

## Diseño, construcción y uso
El edificio se compone de dos torres de hormigón conectadas entre sí, una de once y otra de trece plantas, que albergan 140 módulos prefabricados (o "cápsulas"), que son unidades autónomas. Cada cápsula mide 2,3 m x 3,8 m x 2,1 m y funciona como una pequeña residencia u oficina. Las cápsulas se pueden conectar y combinar para crear espacios más grandes. Cada cápsula está conectada a uno de los dos núcleos principales por solo cuatro tornillos de alta resistencia y están diseñadas para ser sustituibles, aunque no se ha sustituido ninguna unidad desde la construcción original.  

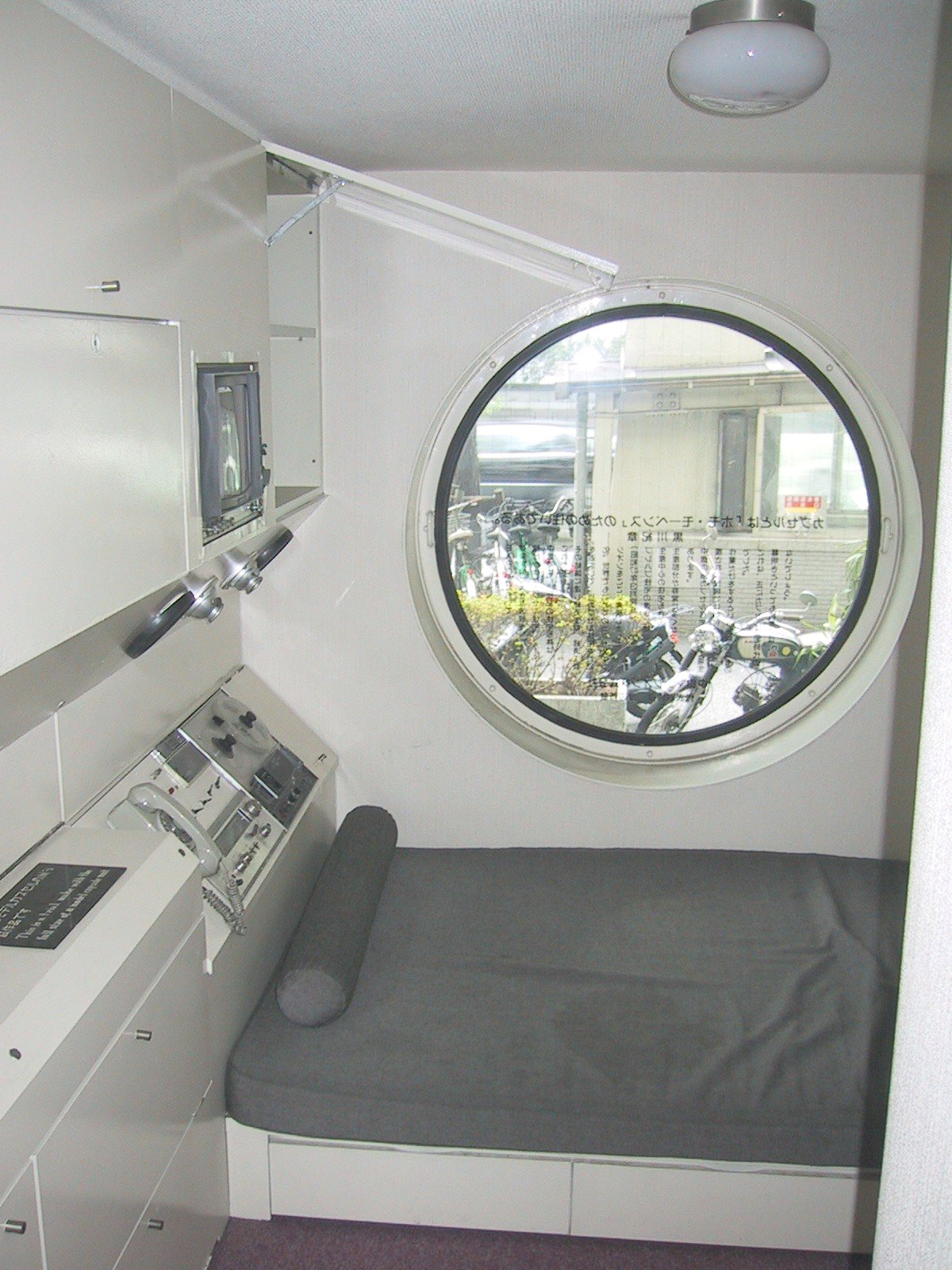
Una habitación en la Nakagin Capsule Tower.

El objetivo demográfico original eran salaryman solteros. Los apartamentos contenían una pared de electrodomésticos y armarios empotrados en un lado, incluidos un hornillo de cocina, una nevera, un televisor y un magnetófono de bobina abierta. Un cuarto de baño, aproximadamente del tamaño de un baño  de avión, se sitúa en una esquina opuesta. Una gran ventana circular sobre la cama domina el extremo opuesto de la habitación.
La construcción se realizó en el lugar y fuera del lugar. El trabajo en el lugar comprendió las dos torres, sus sistemas de energía y equipamiento, mientras que los componentes de las cápsulas eran prefabricadas y las cápsulas se montaron en una fábrica.
Las cápsulas eran equipadas con servicios y equipamiento interior antes de ser trasladadas a la obra, donde se conectaron a las torres de hormigón. Cada cápsula está conectada independientemente y en voladizo del núcleo, de manera que se puede retirar fácilmente cualquier cápsula sin afectar a las otras. Las cápsulas son ligeras cajas de acero totalmente soldadas revestidas con paneles de acero galvanizado. Tras el procesamiento, los paneles fueron recubiertos con pintura contra la oxidación y acabados con una capa del spray brillante Kenitex.
Los núcleos son de estructura rígida de acero y hormigón armado. Desde el sótano hasta la segunda planta se usó hormigón ordinario; por encima de estas plantas se usó hormigón ligero. Los encofrados consisten en grandes paneles de la altura de una planta. Para usar pronto de la escalera, se usó hormigón prefabricado en los techos y los núcleos de ascensores. Debido a que se trabajaban dos días en la estructura de acero y dos días en el hormigón prefabricado, la escalera estaba totalmente en funcionamiento cuando se finalizaba la estructura de acero. La construcción en el lugar de los ascensores se acortó incorporando la estructura, los raíles e indicadores en los elementos de hormigón prefabricado y usando jaulas prefabricadas.

## Propuestas de renovación y demolición
Las cápsulas se pueden retirar o sustituir individualmente. En 2006, cuando se consideraba la demolición del edificio, se estimó que las renovaciones necesarias costarían unos 6,2 millones de yenes por cápsula.
El 15 de abril de 2007, los residentes del edificio, citando condiciones miserables y agobiantes así como preocupaciones sobre amianto, votaron demoler el edificio y sustituirlo con una torre más grande y moderna. En interés de preservar su diseño, Kurokawa propuso aprovechar el diseño flexible "desconectando" las cápsulas y sustituyéndolas con unidades más modernas, proyecto apoyado por las principales asociaciones de arquitectura de Japón, incluido el Instituto Japonés de Arquitectos; los residentes replicaron con preocupaciones sobre la resistencia del edificio ante terremotos y su uso ineficiente de propiedad al lado de la zona de alto valor Ginza. Aún no se ha encontrado un promotor para el nuevo edificio, en parte debido a la crisis económica de 2008-2014.
Oponiéndose a la demolición, Nicolai Ouroussoff, crítico de arquitectura del The New York Times, describió la Nakagin Capsule Tower como "arquitectura magnífica; como todos los grandes edificios, es la cristalización de un lejano ideal cultural. Su existencia también actúa como un poderoso recordatorio de caminos no tomados, de la posibilidad de mundos moldeado por diferentes valores".

## Archivo digital en 3D

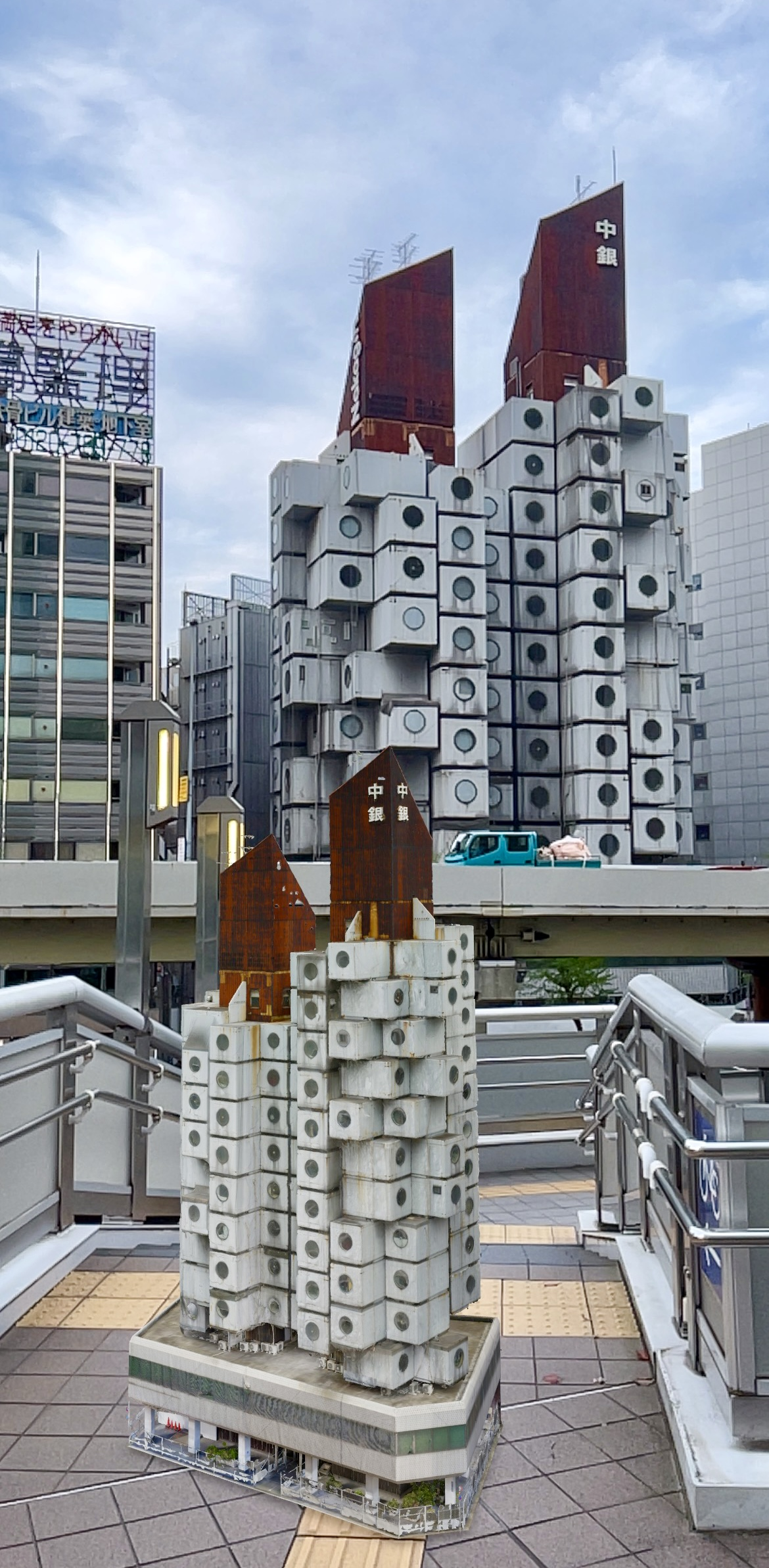
Superponer el contenido digital del edificio de la Torre de Cápsulas Nakagin al mundo físico mediante la realidad aumentada creada por el Proyecto de Archivo Digital 3D.

La demolición del edificio de la Torre de Cápsulas Nakagin comenzó el 12 de abril de 2022. Aunque muchos aficionados a la arquitectura e investigadores lamentan que el edificio sea una obra maestra del Metabolismo, un equipo de proyecto dirigido por gluon ha puesto en marcha un proyecto de archivo digital en 3D para preservar todo el edificio en datos 3D con el fin de conservar su valor arquitectónico. En este proyecto se ha escaneado todo el edificio mediante una combinación de datos de escaneo láser que miden con precisión las distancias en milímetros y más de 20.000 fotografías tomadas por cámaras y drones. La realidad aumentada del edificio Nakagin Capsule Tower también se dio a conocer mediante un proyecto de archivo digital en 3D.